# 百利與巴黎站
百利與巴黎站（英語：Bally's & Paris station）是美國內華達州拉斯維加斯單軌電車的一個車站，位於百利酒店和巴黎酒店建築物後方，為島式月台設計。

## 鄰近酒店
- 百利酒店
- 巴黎酒店
- 阿麗雅賭場酒店
- 好萊塢星球賭場度假村
- 東方文華酒店
- 維達拉酒店（Vdara）
- 維爾塔（Veer Tower，分契式住宅）
- 哈蒙酒店（Harmon Hotel）

## 鄰近景點
- 水晶宮購物中心

## 資料來源
1. ↑  Curran, Stephen. . Las Vegas Sun. 2004-07-15  [2010-12-17]. （原始内容存档于2011-06-14）.

## 外部連結
- 拉斯維加斯單軌電車車官方網站